# Svanetský hřeben
Svanetský hřeben (gruzínsky სვანეთის ქედი, Svanetis kedi) je horský hřeben v jižní části Velkého Kavkazu. Dosahuje výšky 4 008 metrů (hora Lahili), střední výška je mezi 3 000 a 3 500 metry.

## Geografie
Svanetský hřeben je bočním hřebenem střední části Velkého Kavkazu. Od hlavního hřebene jej odděluje sedlo Zagar (2 623 m), ze severu a západu jej obklopuje údolí řeky Inguri, z jihu údolí řeky Cchenisckali, a tvoří tak rozvodí mezi těmito řekami. Hřeben je zhruba 95 km dlouhý a na úrovni města Lentechi 20–25 km široký. Tvoří hranici mezi Horní a Dolní Svanetií. Nejdůležitější dopravní spojení (sjízdné pouze na hřbetu koně) na počátku 20. století přes Svanetský hřeben vedlo přes průsmyk Latpari (2 830 m).

## Geologie
Svanetský hřeben byl vyvrásněn spolu s Velkým Kavkazem a tvoří jeho obalové série. Budován je devonskými–mezozoickými vrstvami. Nejvyšší části pohoří jsou budovány nejstaršími devonskými až triasovými vrstvami slepenců, jílovců, pískovců, silicitů, černých břidlic, čoček mramorů a vápenců, tufitů a fylitů. Východní a západní části pohoří jsou budovány spodně jurskými vrstvami jílových břidlic, svorů, slínů, vápenců a podobně. Na západě jsou spodně jurské sedimenty překryty středně jurskými (Bajocian) porfyrity, na východě svrchně jurským karbonátovým flyšem. Pohoří má antiklinální charakter, přičemž rokle řek Inguri a Cchenisckali protnuly osu této antiklinály antecedentními údolí.

## Geomorfologie
Hřeben lze podle reliéfu rozdělit na tři části: nižší západní část s vrcholem Uskuri (3320 m), nejvyšší centrální část mezi sedly Lešnuri (3061 m) a Lasili (3086 m), kde se nachází nejvyšší vrcholy Lahili (4009 m), Gvadaraši (3750 m), Lešnili (3817 m) a Mepkaši (3576 m), a opět nižší východní část s vrcholem Dadiaši (3533 m).
Svanetský hřeben má i přes svou poměrně značnou nadmořskou výšku převážně středohorský charakter. Zaledněna je pouze oblast kolem nejvyšší hory Lahili. Plocha ledovců dosahuje přibližně 30 kilometrů čtverečních. Nejrozsáhleji je zaledněno okolí nejvyššího vrcholu Lahili, který je i zakrytý ledovcovou čapkou. Drobnější ledovce jsou též v okolí vrcholu Dadiaši. Šest ledovců stékajících z hřebene je údolního typu.
V pleistocénu byl hřeben zaledněn ledovci 8–15 km dlouhými, stékajícími až do nadmořské výšky 1000 m a zalednění hrálo významnou roli v utváření reliéfu zejména ve výškách nad 2000 m. Roli v utváření reliéfu hrají i další erozní procesy: řeky vytvářejí hluboce zaříznutá údolí ve tvaru V, a ve východní části pohoří jsou měkké horniny náchylné k tvorbě mur a bahnotoků.

## Rostlinstvo
Svanetský hřeben spadá do ekoregionu kavkazských smíšených lesů, tvořených převážně bukem východním (Fagus orientalis) a smrkem východním (Picea orientalis). Hranice lesa je ve výšce přibližně 2 200 metrů. Hranici lesa tvoří převážně porosty břízy. Nad hranicí lesa se rozkládá alpínská tundra.